# أسماء الشهور
تختلف أسماء الشهور بين دول العالم. يتبع العرب منذ القدم التقويم القمري، وجعل المسلمون الأوائل السنة الهجرية سنةً قمرية. حدث هذا في عهد الخليفة عمر بن الخطاب، الذي أمر بالتأريخ بدءاً من سنة الهجرة، وذلك سنة 17 بعد الهجرة. واتُّفق على أن تكون بدايةُ السنة الأولَ من شهر المحرّم.
هناك تقويمان مستخدمان في الوطن العربي وهما:
1. التقويم الهجري.
2. التقويم الميلادي.

أي أنَّ التقويم الهجري يقوم على أساس السنة القمرية (وهو رسمي في السعودية) ويستخدم لحساب المناسبات الدينية الإسلامية.
بعض الدول أبدلت أسماء الأشهر بأسماء خاصة بها مثل ليبيا في عهد القذافي الذي وضع التقويم الجماهيري.

## السنة القمرية
أخذت «السنة القمرية» اسمها من المدة التي يأخذها القمر للدوران حول الأرض 12 مرة، وعرفت قراءة كل شهر من خلال أشكال القمر، حيث يبدأ أول ضوء من القمر على شكل هلال وينتهي باختفاء آخر ضوء. و12 مرة لتغطي السنة القمرية «الهجرية» عند العرب والمسلمين.

### أسماء الشهور الهجرية
1. الشهر الأول: المُحَرَّم.
2. الشهر الثاني: صَفَر.
3. الشهر الثالث: شهْرُ رَبِيعٍ الأولُ.
4. الشهر الرابع: شهْرُ رَبِيعٍ الآخِرُ.
5. الشهر الخامس: جُمَادىٰ الأولىٰ.
6. الشهر السادس: جُمادىٰ الآخِرة.
7. الشهر السابع: رَجَب.
8. الشهر الثامن: شَعبان.
9. الشهر التاسع: شهْرُ رَمَضانَ.
10. الشهر العاشر اسمه شَوَّال
11. الشهر الحادي عشر: ذو القَعدة.
12. الشهر الثاني عشر: ذو الحِجَّة.

## السنة الشمسية

### التسمية فيالعراقوبلاد الشام
تعتمد دول العراق وبلاد الشام أسماء الأشهر الآشورية، وهي:
1. الشهر الأول: كانونُ الثاني.
2. الشهر الثاني: شُبَاط.
3. الشهر الثالث: آذار.
4. الشهر الرابع: نَيْسان.
5. الشهر الخامس: أيَّار.
6. الشهر السادس: حَزِيران.
7. الشهر السابع: تَمُّوز.
8. الشهر الثامن: آب.
9. الشهر التاسع: أيلول.
10. الشهر العاشر: تِشرينُ الأولُ.
11. الشهر الحادي عشر: تِشرينُ الثاني.
12. الشهر الثاني عشر: كانونُ الأولُ.

### التسمية في بلدان عربية أخرى
| الشهر      | الخليج العربي ومصر والسودان وليبيا واليمن | الجزائر وتونس | موريتانيا والمغرب |
| ---------- | ----------------------------------------- | ------------- | ----------------- |
| الأول      | يناير                                     | جانفي         | يناير             |
| الثاني     | فبراير                                    | فيفري         | فبراير            |
| الثالث     | مارس                                      | مارس          | مارس              |
| الرابع     | أبريل                                     | أفريل         | أبريل             |
| الخامس     | مايو                                      | ماي           | ماي               |
| السادس     | يونيو                                     | جوان          | يونيو             |
| السابع     | يوليو                                     | جويلية        | يوليوز            |
| الثامن     | أغسطس                                     | أوت           | غشت               |
| التاسع     | سبتمبر                                    | سبتمبر        | شتنبر             |
| العاشر     | أكتوبر                                    | أكتوبر        | أكتوبر            |
| الحادي عشر | نوفمبر                                    | نوفمبر        | نونبر             |
| الثاني عشر | ديسمبر                                    | ديسمبر        | دجنبر             |

## جدول يوضح أسماء الأشهر حسب التقاويم
| رقم الشهر | شهور هجرية     | شهور سريانية | شهور قبطية | شهور غربية | شهور رومانية (معربة عن اللاتينية) | شهور رومانية (معربة عن الفرنسية) |
| --------- | -------------- | ------------ | ---------- | ---------- | --------------------------------- | -------------------------------- |
| 01        | المُحَرَّم         | كانون الثاني | طوبة       | يَنايِر      | يناير                             | جانفي                            |
| 02        | صَفَر            | شُبَاط         | أمشير      | فبراير     | فبراير                            | فيفري                            |
| 03        | شهْرُ ربيعٍ الأولِ | آذار         | برمهات     | مارس       | مارس                              | مارس                             |
| 04        | شهْرُ ربيعٍ الآخِرِ | نَيْسان        | برمودة     | أبريل      | أبريل                             | أفريل                            |
| 05        | جُمادىٰ الأولىٰ   | أيَّار         | بشنس       | مايو       | ماي                               | ماي                              |
| 06        | جمادىٰ الآخِرة   | حَزِيران       | بؤونة      | يونيو      | يونيو                             | جوان                             |
| 07        | رَجَب            | تَمُّوز         | أبيب       | يوليو      | يوليوز                            | جويلية                           |
| 08        | شَعبان          | آب           | مسرى       | أَغُسطُس      | غشت                               | أوت                              |
| 09        | شهْرُ رَمَضانَ      | أيلول        | توت        | سبتمبر     | شتنبر                             | سبتمبر                           |
| 10        | شَوَّال           | تِشرينُ الأول  | بابة       | اكتوبر     | أكتوبر                            | أكتوبر                           |
| 11        | ذو القَعدة      | تِشرينُ الثاني | هاتور      | نوفمبر     | نونبر                             | نوفمبر                           |
| 12        | ذو الحِجَّة       | كانون الأول  | كياهك      | ديسمبر     | دجنبر                             | ديسمبر                           |